# Digital Equipment Corporation
A Digital Equipment Corporation, röviden DEC, cég egyike volt a informatikai szegmens legjelentősebb egyesült államokbeli cégeinek az 1960-as évektől egészen az 1990-es évekig. A cég használta a Digital védett márkanevet is, amely a logóján is megjelenik. 
Története során számos különböző terméket gyártott (számítógépeket, szoftvereket, perifériákat), viszont elsősorban a 60-as években indult mini-számítógépes termékvonala volt sikeres. A PDP (Programmed Data Processor) néven gyártott miniszámítógép sorozata, amelyből az eladási számok alapján a PDP–8 és a PDP–11 modellek voltak a legsikeresebbek. A 70-es évek közepétől a VAX termékvonallal – amely a PDP utódja volt –, illetve a VAX–11 gépcsaláddal a cég hasonlóan sikeres tudott maradni. A gépeket egészen 1988-ig gyártották.
Az 1980-as évek második felétől kezdődően a mikroszámítógépek rohamos fejlődésével, a DEC által is gyártott miniszámítógépek kezdték elveszíteni jelentőségüket, ami a céget nehéz helyzetbe hozta.

## Története
1957-ben alapította Ken Olsen és Harlan Anderson. Székhelyük egészen 1992-ig a Massachusetts-i Maynard városban, egy korábbi gyapjúmalom épületében volt. Kezdetben a számítógépes piac alsóbb szegmensében jelent meg, és eleinte nem számítógépeket gyártott, hanem perifériákat. Ezzel a stratégiával elérték, hogy potenciális versenytársaik mellett is tudjanak előrelépni. Első termékvonaluk egy „Digital Laboratory Module” termékkel indult, amik nyomtatott áramköri lapok voltak különböző elektronikai komponensekkel és germánium tranzisztorokkal. Ezek a modulok alumínium tokozásba kerültek, majd az egységeket egy nagyobb csoportba összeépítve (egy ún. rack szekrényben vagy akár asztali kivitelben) értékesítették. Ezekre a rendszerekre nagy igény mutatkozott más számítógépes cégek részéről, amelyek ezekből tesztberendezéseket építettek saját gyártósoraikhoz. A DEC három különböző típust forgalmazott, amelyek 5 MHz (1957), 500 kHz (1959), or 10 MHz (1960) órajelen voltak futtathatóak.

### Felvásárlása
A céget 1992-ben felvásárolta a Compaq, amely aztán 2002-ben egyesült a Hewlett-Packarddal. A Digital Semiconductor (gyártóüzem) az Intel-hez került.

## Fordítás
- Ez a szócikk részben vagy egészben  a   Digital Equipment Corporation című angol Wikipédia-szócikk fordításán alapul.  Az eredeti cikk szerkesztőit annak laptörténete sorolja fel. Ez a jelzés csupán a megfogalmazás eredetét és a szerzői jogokat jelzi, nem szolgál a cikkben szereplő információk forrásmegjelöléseként.